# Luciano Chirolli
Luciano Chirolli (Poços de Caldas, 14 de janeiro de 1962) é um ator e diretor teatral brasileiro.

## Biografia
Luciano Chirolli (pronúncia: Quirólli) nasceu na cidade de Poços de Caldas no ano de 1962, é irmão do ex-jogador de vôlei da Seleção Brasileira, Xandó. Nos anos 1980, fez de São Paulo sua residência e formou-se na Escola de Artes Dramáticas da USP em 1987. No mesmo ano, estreou profissionalmente na peça Leonce e Lena, de Georg Büchner e direção de William Pereira, pela qual recebeu os prêmios Governador do Estado e Mambembe.
Fez sua estreia nas obras dramatúrgicas da Rede Globo com a minissérie Mad Maria, de Benedito Ruy Barbosa e dirigida por Ricardo Waddington, no ano de 2005, com o personagem Addams. No ano seguinte, esteve novamente no elenco de uma minissérie global, JK, de Maria Adelaide Amaral e Alcides Nogueira, interpretando Mata Machado, e posteriormente atuou em Páginas da Vida, de Manoel Carlos .
É um dos fundadores, ao lado de Maria Alice Vergueiro e Fábio Furtado, do Grupo Pândega de Teatro Jodorowskiano.
É irmão de jogador de voleibol Mário Xandó de Oliveira Neto.[carece de fontes?]

## Filmografia

### Televisão
| Ano  | Título                            | Papel             | Notas                                 |
| ---- | --------------------------------- | ----------------- | ------------------------------------- |
| 2025 | Beleza Fatal                      | Doutor Galdino    |                                       |
| 2023 | A Infância de Romeu e Julieta     | Adriel Príncipe   | Participação                          |
| 2020 | Desalma                           | Viktor Skavronski |                                       |
| 2019 | A Vida Secreta dos Casais         | Norberto          | 2 episódios                           |
| 2019 | O Doutrinador                     | Teodoro Villaça   |                                       |
| 2018 | Treze Dias Longe do Sol           | Samuel Krieg      |                                       |
| 2016 | Condomínio Jaqueline              | Seu Figueireido   | [ 5 ] [ 6 ] [ 7 ]                     |
| 2016 | Haja Coração                      | Olavo Velásquez   |                                       |
| 2015 | Psi                               | João Magalhães    | Episódio: "O que aconteceu com você?" |
| 2014 | A Teia                            | Eudes Andrade     |                                       |
| 2014 | O Caçador                         | Walter Mattos     | Episódio: "O Roubo do Rembrandt"      |
| 2013 | Lado a Lado                       | Oswaldo           |                                       |
| 2013 | Família Imperial                  | Dom Pedro II      |                                       |
| 2011 | Fina Estampa                      | Mafioso           |                                       |
| 2010 | Tempos Modernos                   | Dr. Maringoni     |                                       |
| 2010 | Na Forma da Lei                   | —                 | Episódio: "Debaixo da Pele"           |
| 2009 | Tudo o que é Sólido Pode Derreter | Tio Augusto       |                                       |
| 2007 | Dance Dance Dance                 | Estéfano Leoni    |                                       |
| 2007 | O Profeta                         | Alberico Viana    |                                       |
| 2007 | Mandrake                          | Delegado Pedreira | Episodio: "Alma"                      |
| 2006 | Páginas da Vida                   | Eliseu Mattos     |                                       |
| 2006 | Antônia                           | José              |                                       |
| 2006 | JK                                | Mata Machado      |                                       |
| 2005 | Mad Maria                         | Addams            |                                       |
| 2001 | O Direito de Nascer               | Ramon             |                                       |

### Cinema
| Ano  | Título                            | Papel               |
| ---- | --------------------------------- | ------------------- |
| 2020 | Todos os Mortos                   | Jorge Soares        |
| 2018 | SP: Crônicas de uma cidade real   | Igmar               |
| 2014 | Getúlio                           | General Tavares     |
| 2014 | O Coração do Príncipe             | Narrador            |
| 2011 | Meu País                          | Moreira             |
| 2011 | Estamos Juntos                    | Diretor do hospital |
| 2011 | Desconhecido Íntimo               | Hélio               |
| 2011 | Bruna Surfistinha                 | Otto                |
| 2009 | Salve Geral                       | Secretário          |
| 2009 | Quanto Dura o Amor?               | Pai de Justine      |
| 2009 | O Imaginante Quarto da Vovó       | Dentadura (voz)     |
| 2008 | Relicário                         | Médico              |
| 2005 | Tudo O Que É Sólido Pode Derreter | Tio / Hamlet        |
| 2004 | Ato II, Cena 5                    | Ator na peça        |
| 2003 | Viva Voz                          | Abílio              |
| 2001 | Bufo & Spallanzani                | Dr. Baran           |
| 1997 | A Grande Noitada                  | Carlito             |
| 1997 | A Grade                           | Preso               |
| 1996 | A Escada                          | Homem na escada     |